# Levanger
Levanger är en tätort och stad i Levangers kommun i Trøndelag fylke i Norge. Orten ligger vid sidan av Europaväg 6 och utgör kommunens centralort såväl som största tätort.

## Evenemang
Marsimartnan är en årlig marknad i Levanger sedan 1989. Marknaden arrangeras första veckan i mars, efter Rørosmartnan, men före Gregoriemarknaden i Östersund. Marsimartnan är en av de största historiska marknaderna i Norge och spåras tillbaka till vikingatiden. Marknaden var viktig för den jämtska forbondehandeln ända in på 1800-talet, före järnvägens tillkomst.